# Как поймать перо Жар-Птицы
«Как поймать перо Жар-Птицы» — российский полнометражный мультипликационный фильм, экранизация русской народной сказки «Иван-царевич и серый волк». Вышел в прокат 24 октября 2013 года.

## Сюжет
В Берендеевом царстве правит царь Берендей. У него три сына: старший Степан - очень много ест, средний Ерёма - постоянно спит, младший Иван - на первый взгляд дурак, но на самом деле очень умный. Берендей может следить за сыновьями через волшебное блюдце, которое работает от яблока. В один момент в царство прилетает Жар-птица и съедает все яблоки. Царь даёт задание сыновьям поймать Жар-птицу. Но Степана отвлекает еда, Ерёма просыпает, а Ивану удаётся поймать Жар-птицу, но она вырывается. Иван решает сам пойти к Жар-птице. Старшие братья решают свести с земли младшего и подговаривают коня Яшу, заплатив ему и дав подкову для убийства. Тем временем Берендей снова может смотреть через блюдце - с помощью огрызка. Конь Яша пытается убить Ивана, но безрезультатно.
По пути Иван и Яша встречают указательный камень, и Иван оставляет коня и идёт туда, где лишают коней, но последний его догоняет. Им встречается Серый Волк, и Яша взбирается на ветку. Со скуки начав зевать от глупых рассуждений коня, Волк случайно проглатывает сорвавшегося Яшу, а после предлагает Ивану отправиться в приключение вместе. В царстве Долмата попытка Ивана поймать Жар-птицу оказывается провальной. Царь в последний момент передумывает рубить мо́лодцу голову и договаривается отдать парню птицу, если он добудет для него златогривого Коня, живущего в царстве царя Афона.
Иван и Волк, пытаясь добраться в царство Афона, сталкиваются с препятствием в виде агрессивных белок, которые сторожат оборотный камень и во всех прохожих больно кидаются орехами. Находится другой путь – по болоту Кикиморы. Последняя пытается утопить Ивана и Волка, но после недопонимания (Кикимора подумала, что Иван зовёт её замуж, когда назвал её привлекательной) расстраивается, думая, что никогда не будет никому нужна. Иван успокаивает Кикимору, а та за доброту дарит ему клубок, который безошибочно проводит Волка и Ивана из болота прямо в царство Афона.
В царстве Афона царит бал с элементами дискотеки. Афон предлагает присутствующим сыграть с ним в шашки; приз победителю – Конь. Иван играет и выигрывает, сильно зля ранее никогда никому не проигрывавшего Афона, который говорит, что победитель получает Коня только в том случае, если украдёт для него царевну Елену. Иван вспоминает Елену – в детстве они занимались в кружке борьбы, где Иван с первого взгляда влюбился в Елену и был поражён ею во время поединка. Иван и Волк отправляются за Еленой.
Во время пути Иван и Волк падают на землю без сил из-за сильной жары. Иван видит сон, в котором он крадёт Елену, и благодаря этому сну понимает, что продолжает испытывать к ней симпатию. Из последних сил Иван помогает Воронёнку найти своё гнездо, в благодарность за это дедушка Воронёнка – Ворон – при помощи лесных обитателей варит для Ивана и Волка зелье, способное вернуть силы. Елену Волк крадёт во время её прогулки и относит Ивану, оставляя их наедине. В ходе небольшого диалога и погони от сторожившей Елену охраны Иван и Елена влюбляются друг в друга.
Иван сознаётся Елене, что украл её для Афона, на что девушка очень сердится и бросает неразлучных друзей. Иван ссорится с Волком, вся троица разбредается по лесу на время ночи. Иван осознаёт, что был неправ, и мирится с Волком и Еленой. Волк придумывает план – с помощью оборотного камня, который сторожат ранее нападавшие на Волка и Ивана агрессивные белки, Волк может на время принять облик Елены.
Камень попадает в руки троицы, когда Елена побеждает белок. Волк принимает облик Елены и временно сдаётся Афону, а после догоняет Ивана, Елену и златогривого Коня, отданного Афоном. В обличие Коня Волк также временно сдаётся Долмату, отдавшего Ивану Жар-птицу. Иван еле выживает после покушения со стороны рассердившегося из-за обмана Долмата, но зато заводит дружбу с Жар-птицей. Все вместе – Иван, Волк, Елена, Жар-птица и златогривый Конь – едут к отцу Ивана Берендею.
Тем временем старшие братья Ивана крадут волшебное блюдце отца и видят успехи младшего брата. Они находят Ивана, вместе с друзьями устроившегося на лесной поляне на ночь, и убивают его с помощью мёртвой воды, после чего крадут Жар-птицу и приносят её отцу, напоминая, что он обещал отдать всё царство тому, кто принесёт птицу. Наутро Волк, Елена и Конь оплакивают Ивана, но летевшие мимо Воронёнок и Ворон спасают парня благодаря пришедшей в голову мысли о живой воде, которой его обливает Кикимора. Во дворце Берендей тоскует по младшему сыну и боится отдавать корону старшим сыновьям, жестоким бездельникам, но в этот момент в царство приезжают все главные герои. Елена и Жар-птица с небольшой помощью Ивана побеждают его старших братьев. Берендей по праву и с большим удовольствием вручает царство младшему сыну, который женится на Елене. Волк, Ворон, Воронёнок и Жар-птица почётно присутствуют на устроившейся в честь победы над братьями Ивана (которых царь выгнал из царства) дискотеки. Кикимора с помощью оборотного камня принимает облик Елены и выходит замуж за Афона.

## Создатели
| Режиссёры-постановщики                   | Георгий Гитис, Вячеслав Плотников |
| Сценарий                                 | Ирина Мизрахи |
| Продюсеры                                | Сергей Сельянов, Александр Лигай, Сергей Рапопорт, Юрий Москвин |
| Исполнительные продюсеры                 | Виталий Первухин, Вадим Свешников, Максим Свешников, Георгий Гитис |
| Художник-постановщик и режиссёр анимации | Александр Ефремов |
| Композитор                               | Михаил Чертищев |
| Звукорежиссёр                            | Владимир Голоунин |
| Монтаж                                   | Сергей Минакин |
| Концепты фонов                           | Сергей Ярошенко, Станислав Ворошилов, Алексей Луговской, Диана Орлова, Алексей Печерица, Юлия Аушева, Влад Дергунов, Павел Макашов, Евгений Песков, Дмитрий Яворский |
| Художники по фонам                       | Вика Скрипниченко, Максим Ходырев, Николь Галан, Александр Анисимов, Владимир Налабордин, Владимир Шатунов, Ирина Ульченко, Екатерина Романенко, Евгений Титаре, Ольга Гребенник, Елена Малюкова, Галина Тимофеева, Ирина Харитонова, Евгения Долинина |
| Аниматоры                                | Елена Щербак, Валерий Пойлов, Николай Плюснин, Валерия Левенко, Елизавета Здоровцова, Александр Сидоренко, Алла Воронова, Алексей Брыков, Елена Замулина, Иван Сидоренко, Александр Антоненко, Елена Божко, Анна Азарова, Игорь Ленго, Сергей Огурцов, Владимир Суриков, Кирилл Чистяков, Нелия Гузманова, Павел Мизрахи, Александра Ершова, Алексей Круглов |
| Художники-прорисовщики                   | Татьяна Рябущенко, Ася Лахтай, Ольга Огурцова, Владимир Емец, Елена Галаган, Алла Езерская, Галина Субочева, Ольга Сурикова |
| Художники-фазовщики                      | Ольга Шипак, Елена Репникова, Анна Соколова, Алина Успенская, Алина Черепахина, Мария Свиридова, Светлана Суханина |
| Художники-заливщики                      | Анна Линченко, Дарья Ярошенко, Полина Пехтерева, Николай Гребенников, Геннадий Лобанов, Александр Петренко, Александр Пырьев, Антон Джураев |
| Художник                                 | Артур Мирзоян |
| Ведущий художник (постпродакшн)          | Евгения Долинина |
| Компоузинг                               | Александрия Алексашина, Федор Мезенцев, Ирина Ульченко, Дмитрий Здоровцов, Геннадий Лобанов, Роман Дмитриев, Михаил Мананеньков, Дарья Палагина, Елена Печатнова, Эмиль Мальковский, Юлия Резцова |
| Спецэффекты                              | Евгений Ульченко |
| Музыкальный продюсер                     | Ру.Мянцев |
| Оркестровка                              | Александр Черный, Михаил Чертищев |
| Звукорежиссёр предпродакшна              | Вячеслав Мунтян |
| Звукооператор                            | Виталий Коновалов |
| В фильме использована музыка             | - Иван Купала — «Ящер», «Коляда» (музыка и слова — народные, Иван Купала) - Zdob si Zdub — «Tractorul» (музыка — М. Гынку, слова — Р. Ягупов, А. Чеботарь) - Uma2rmaН — «Как поймать перо Жар-птицы» (музыка и слова — В. Кристовский) - Комба БАКХ — «Заболела голова» (музыка — А. Логвинов, слова — народные) - Браво — «Жар-птица» (музыка — Е. Хавтан, слова — В. Степанцов) - Шао?Бао! — «Купыла мама коника» (музыка — А. Максимов, Шао?Бао! слова — народные, А. Лоза, Шао?Бао!) - Бурановские бабушки — «Party for everybody» (музыка — Т. Леонтьев, В. Дробыш, слова — О. Туктарева, M. S. Applegate) |

|                            | Владимир Голоунин, Евгений Жебчук, Екатерина Виноградова, Мария Баринова, Сергей Тарасов |
| Звукорежиссёр перезаписи   | Владимир Голоунин                                                                        |
| Ассистент звукорежиссёра   | Евгений Жебчук                                                                           |
| Актёр шумового озвучивания | Сергей Куприянов                                                                         |
| Кастинг-директор           | Наталья Москальонова                                                                     |
| Ассистент по актёрам       | Татьяна Ахмедова                                                                         |

| колорист | Максим Малявин |

| Финансовый директор          | Максим Уханов        |
| Директор по кинопроизводству | Андрей Рыданов       |
| Юридическое сопровождение    | Алексей Шестаков     |
| Главный бухгалтер            | Анжела Ткаченко      |
| Бухгалтер                    | Анна Китаева         |
| Экономист                    | Мария Маевская       |
| PR-директор                  | Наталья Москальонова |
| Директор по маркетингу       | Ирина Буравцова      |
| Технический директор         | Виктор Бакакин       |
| Координатор                  | Анна Новская         |

| Генеральный директор | Роман Кирилин   |
| Юрист                | Анна Заева      |
| Бухгалтер            | Ольга Косинова  |
| Водитель             | Дмитрий Круглов |

## Роли озвучивали
- Михаил Озеров — Иван-царевич
- Юлия Савичева — Елена Прекрасная
- Дмитрий Дюжев — Волк
- Андрей Леонов — царь Берендей
- Нонна Гришаева — Кикимора
- Алексей Колган — царь Долмат / братья Степан и Ерёма
- Михаил Хрусталёв — конь Златогривый / конь Яша
- Анатолий Петров — царь Афон / стражник царства царя Долмата / официант / слуга царя Афона
- Юлия Галдун — Воронёнок
- Владимир Горбунов — Ворон
- Дмитрий Поляновский — Жар-птица / белки
- Александр Боярский — шашлычник («Шашлык…из Ивана…с гарниром») / слуга царя Берендея
- Валентина Рычагова — читает текст / одна из злых бабок